# Ulvøya (Oslo)
59°52′13″N 10°46′23″Ø / 59.87028°N 10.77306°Ø
Ulvøya ligger i Indre Oslofjord, teknisk set i Bunnefjorden, kun otte kilometer fra  Oslo centrum. Adgang  til Ulvøya sker via Ulvøybrua fra Mosseveien. Ulvøya er kendt for Sydstranda, en populær sandstrand på øens sydspids, ejet og drevet af Ulvøya Vel. 

## Natur
Øen er på ca. 30 hektar, og flere steder på øen er præget af kalkfyrreskov, en sjælden skovtype i Norge. Denne skovtype er fredet på Malmøya. Skråningen mod havet i nordvest er  listet som en vigtig naturtype, hvor det vokser Lysegrøn Radeløv (Asplenium viride). Denne plante er ellers ikke almindelig i Oslo. Miljødirektoratet opgiver om skråningen at «Udsigtshugst er en trussel mod de biologiske værdier.»
Også på Sydstranda findes en særegen naturtype, på ryggen mod vest. Dette er gammel græsmark, og der er fundet interessante karplanter her.
På østsiden af øen er landets eneste (sidste) naturlige forekomst af planten Lav tidsel. Dette er også verdens nordligste forekomst, og den har status kritisk truet (CR) på rødlisten. Men også denne forekomst var ved at blive ødelagt af byggeri. Ved hjælp af frøindsamling, er den nu dyrket frem, og udsat på naboøya Padda.

## Ejendom
Ved reformationen blev Ulvøya krongods, overført fra Mariakirken. Øen har været beboet i hvert fald fra 1500-tallet, da Tosten Tostensen var lejer. Ved folketællingen i 1801 var der fortsat kun et hus på øen, beboet af 14 mennesker. Ved folketællingen i 1865 er der to huse med tilsammen 20 mennesker (det ene af disse huse brændte i 1935). I 1870-tallet blev øen overtaget af Ludvig Dybwad, bror til boghandler Jacob Dybwad. Han ejede øen til sin død i 1896, hvorefter den havde flere ejere. Folketællingen i 1921 viser fortsat kun to husstande/familier, hvoraf i alt 5 personer var over 23 år. I 1923 blev øen  købt af Kristian Gjølberg, som udarbejdede planer for broforbindelse og veje. Broen blev bygget i 1928, og kostede omkring 1/4 million kroner. Gjølberg anlagde også et vandværk, ved Vargveien 32/34. Øen blev så udparcelleret, og planen den gang omfattede 150 villaer. Øen har i dag  næsten 1000 indbyggere.

## Kuriosa
En kuriositet er det at et af de tidligste hastighedsløb for biler (måske det aller første), foregik på den islagte Bunnefjorden i 1912, med start og mål mellem Ulvøya og Nordstrand.
Af andre arrangementer kan nævnes «Ulvøya rundt», en distancesvømning på 2250 m arrangeret af Nordstrand Idrettsforening i årene 1930 – 1952.
Dette stævne blev i 2014 arrangeret igjen under navnet «Ulvøen Rundt - Open Water» arrangeret af Nordstrand IFs Triathlongruppe i samarbejde med Lambertseter Svømmeklubb og Ulvøya Vel. 54 deltagere fuldførte. Bedste tid var 33'00 sidste var i mål på 1:46'29. I gamle dage startede stævnet på fastlandet på Nordstrand-siden, men start og mål blev i 2014 flyttet til Sydstranda.

## Eksterne kilder og henvisninger
1. ↑  [ http://faktaark.naturbase.no/naturtype?id=BN00064158 Arkiveret 22. september 2017 hos  Wayback Machine Seilerstien] Miljødirektoratets netsted naturbase.no
2. ↑  Sydstranda - Ulvøya Arkiveret 22. september 2017 hos  Wayback Machine på
3. ↑  "Forskning.no 12. september 2011". Arkiveret fra originalen 29. oktober 2013. Hentet 22. september 2017.
4. ↑  Larsen, (1939). Øyer og strender i Oslofjorden. Vol. III. Oslo: Blix Forlag. s. 64. {{cite book}}: Teksten "Hjalmar T." ignoreret (hjælp); Teksten "first" ignoreret (hjælp)CS1-vedligeholdelse: Ekstra tegnsætning (link)
5. ↑  "100 år siden Norges første billøp". Norges Bilsportforbund. 2012-02-22. Hentet 2014-08-11.

- Kort presentation af Ulvøya med kort og billerder
- Velforeningens hjemmeside